# Neophisis crassipes
Neophisis crassipes är en insektsart som först beskrevs av Bolívar, I. 1905.  Neophisis crassipes ingår i släktet Neophisis och familjen vårtbitare. Inga underarter finns listade i Catalogue of Life.